# Arroyo Blanco (Jatibonico)
Arroyo Blanco es el segundo núcleo poblado del municipio de Jatibonico, provincia de Sancti Spíritus, República de Cuba,después de la propia cabecera municipal, según censos de población tiene 2 189 habitantes (1981), 3107 (1992), 3398 (2002). 
Está situado a 14 km al Noreste de Jatibonico, en los 22°02' latitud Norte y los 79°05' longitud Oeste en las lomas de Tamarindo, alturas de Santa Clara, a 110 m de altitud, en sentido norte existe una carretera de doble sentido de comunicación, que fue asfaltada desde mediados de la década de 1950.

## Surgimiento
La ganadería fue sin lugar a dudas la base económica de la región y motivo del surgimiento del poblado de Arroyo Blanco las primeras informaciones en documento escrito datan del año 1761, depositado en el Archivo Provincial de Historia de Sancti Spíritus), debido a un incidente ocurrido entre Don Francisco Rábago (Capitán de Forasteros) y propietario del Hato San Marcos y Don Miguel Jiménez, dueño del corral de Arroyo Blanco.
(...) Rábago denunció a Jiménez porque el ganado de éste le invadía el hato de su propiedad. El juez ante quien se planteó el litigio nombró asesor al Licenciado Don Miguel Jerónimo Abstengo y oído el parecer de este, comisionó al agrimensor Don Basilio Segundo Flores para que midiera y deslindara el Hato de San Marcos, del Corral de Arroyo Blanco. Demarcados los lindes de ambas haciendas, quedó reconocida la obligación de respetarlos.
Después de esto vinieron las ventas de lotes dentro del Corral a diversas personas que fueron posesionándose de ellos, donde construyeron sus casas, de esta forma el número de habitantes iba siendo cada vez mayor.
De acuerdo a la costumbre establecida se construyó una iglesia a orillas del arroyo conocido por Arroyo Blanco, por el fondo calizo del mismo, este fue un humilde templo de yagua y guano que escogió como su patrón a San José, siendo su primer cura párroco Don Basilio María Madrigal (1819-1831) (Véase Parroquia de San José de Jatibonico y Arroyo Blanco).
En 1823, debido al rápido crecimiento de la población se vio la necesidad de fundar un poblado. Fue entonces que el terrateniente Don Ignacio Aguirre y Borrero, presentó un "Memorial" al ayuntamiento de Sancti Espíritus por medio del cual cedía dos caballerías de tierras con ese fin. El ayuntamiento aceptó y nombró a los regidores: Capitán Don Bernardo Sorí y Don José Ignacio Marón para que en nombre de esta institución oficializara la donación.
En 1834 los propietarios Don Juan Francisco Abstengo y Don Manuel Castro cedieron dos caballerías de tierra para trasladarlo al lugar en que se encuentra actualmente. El trazado del pueblo se le encomendó al propietario Don José Joaquín Sánchez Marín.
Don José Joaquín Sánchez Marín, progenitor de la ilustre familia de patriotas a la que pertenecieron el Mayor General Serafín Sánchez Valdivia, el General Raimundo y el General Tello.
Arroyo Blanco fue el primer núcleo poblacional con cierta importancia en el territorio, que en la actualidad forma parte del municipio de Jatibonico.
(...) Los habitantes en su mayoría eran ricos terratenientes que tenían sus propiedades dentro del Corral, dedicados a la ganadería mayor y menor, pudiéndose mencionar entre otros a: Don Ignacio Agüero y Barrero, Don Juan Francisco Abstengo, Don Manuel de Castro, Don José Joaquín Sánchez Marín, Don Miguel de las Mercedes Aragón, Don Eusebio Utreras, Don Narciso Mateo, el párroco de la iglesia y propietario Benito Villadeval y Vilaseca y el comerciante chino Solaya.
El lento desarrollo económico y lo intrincado de esta zona, no estimuló la inmigración blanca, por tanto, este grupo creció en lo fundamental por criollos pardos y mulatos en los que predominaban los apellidos; García, Cervantes, Martínez, Estrada y Pérez y se les consideraba más desligados a España, no obstante constituían un grupo social de ascendencia en la Comunidad en que vivían por ser en general, propietarios que habían adquirido bienes o los habían heredado de sus padres peninsulares.
Muy pronto se les atribuyeron rasgos de rebeldía, que demostraron por su participación en la primera lucha por la independencia.
Después del censo realizado en 1836, algunos poblados de la jurisdicción de Sancti Spíritus alcanzaron la categoría de "Partido" uno de ellos, Arroyo Blanco, con una población de 693 habitantes, por lo que el cabildo se vio precisado a nombrar las autoridades para que representase al Gobierno.
Un Capitán Pedanco: que era la autoridad máxima. Un juez de paz: que atendía los asuntos judiciales. Un párroco: que representaba al Clero con amplias facultades.
Durante los años 1830 a 1837 se produjo en Cuba un nuevo auge de las luchas reformistas. A diferencia de la primera, marcada por la posición conciliadora de Arango y Parreño, en esta, se ponen de manifiesto las críticas de los reformistas, entre los que se destacó José Antonio Saco y los intelectuales José de la Luz y Caballero y Domingo del Monte. Las autoridades españolas ofrecieron dura resistencia a sus peticiones.
Entre sus demandas en el orden social era promover la instrucción pública. Esta y otras demandas no fueron aceptadas por el capitán general de la isla, Don Miguel Tacón, sino que, ni siquiera los admitió como representantes de Cuba en las Cortes.
La intransigencia de España en este sentido, provocó que muchos hacendados cubanos residentes lejos de las grandes poblaciones, decidieron crear escuelas particulares. Entre estos se encontraba Don José Joaquín con residencia en el poblado de Arroyo Blanco, que llevó desde Sancti Espíritus al profesor Don Saba Sabalías para la enseñanza de sus hijos. 
(...) Los demás vecinos vieron con esto la oportunidad de educar a sus hijos y se reunieron para pedirle a Sánchez autorización para que el profesor Sabalías creara una escuela privada a la que pudieran asistir todos los niños. Accedió este fundándose el primer centro de enseñanza del actual municipio de Jatibonico en el poblado de Arroyo Blanco. 
Después de Sabalías ejerció el magisterio en ese centro, Don Luis de Calatrava.
Dada la importancia que iba alcanzando el poblado, el cabildo de Sancti Spíritus, decidió la creación de una escuela municipal bajo la dirección del maestro Don Joaquín Vigil.

## Patrimonio natural
Cuenta con camping al norte de la población, en un lugar conocido como "La Poza Azul", levantado en un área natural de charcas y tranquilos remansos de su río, que es afluente del Río Jatibonico del Sur.
Muy cerca del poblado se encuentra situada la presa "Dignorah", embalse construido entre finales de la década de 1980 y principios de la de 1990.

## Economía local
Las actividades económicas principales son la agricultura y la ganadería.

## Fiestas locales
Son muy populares las fiestas de San José de Arroyo Blanco, celebradas en torno al 19 de marzo de cada año, en honor al santo patrón de la antigua feligresía, cuya parroquia fue trasladada poco más de un siglo después de su erección, -que data del año 1819-, a la actual cabecera municipal y parroquial en Jatibonico.
- Datos: Q5705524